# Креватна дървеница
Креватната дървеница (на латински: Cimex lectularius) е вид кръвосмучещо насекомо от семейство паразитни дървеници, което се среща по цял свят, включително България. То е космополитно насекомо, което паразитира, като се храни с кръвта на хора, котки, кучета и други домашни животни, но също и с кръвта на зайци, гризачи (плъхове и мишки) и различни птици. Дървениците са най-активни през нощта, когато напускат местообитанията си (легла, матраци и други мебели) и смучат кръвта на гостоприемника с устния си апарат за ужилване.
На мястото на ужилване върху кожата на гостоприемника, той създава локална реакция със своите секрети под формата на зачервяване, придружено от сърбеж. Дървениците могат да бъдат сред преносителите и причинителите на инфекциозни заболявания.
Въпреки че дървениците могат да бъдат заразени с най-малко 28 човешки патогена, нито едно проучване не е установило, че насекомите са способни да предадат някой от тях на хората. Установено е, че съдържат метицилин-резистентен стафилокок (MRSA) и ванкомицин-резистентен Enterococcus faecium (VRE), но значението на тези открития все още не е доказано.
Проучванията за потенциалното предаване на ХИВ, MRSA, хепатит В, хепатит С и хепатит Е не показват, че дървениците могат да разпространят тези заболявания. Въпреки това има някои доказателства, че арбовирусите могат да се предават.

## История
Предполага се че първоначалното местообитание на дървеницата са били пещерите в Близкия изток, обитавани от хора и насекомоядни прилепи. За първи път те се споменават в древногръцки източници през 400 г. пр.н.е., по-късно Аристотел пише за тях. Плиний Стари в своята „Естествена история“ приписва на дървениците способността да лекуват ухапвания от змии и ушни инфекции. Вярата в лечебната стойност на дървениците продължава поне до XVIII век, когато Гетар препоръчва използването им при лечението на истерия. За първи път дървениците се споменават в Германия през XI век, във Франция през XIII век, в Англия през 1583 г., въпреки че преди 1670 г. те са били рядкост там. През XVI век завоевателите от Новия свят пренасят дървениците в Америка. В Централна Азия дървеницата се появява като човешки паразит едва през 60-те години на XIX век с пристигането на руските войски в Туркестан, като в продължение на 20 години се появява във всички градове и села в Туркестан.

## Характеристики
Възрастните дървеници са тънки като хартия, дължината на тялото им достига 3,8 – 5,5 милиметра, а когато са напълно напоени достигат 9 милиметра. Буболечките са космати и червеникаво-кафяви на цвят. Задните крила напълно липсват, а предните крила са намалени до малки люспи. Пронотумът е изрязан в полукръг отпред. Фасетните очи са много малки, липсват връхни очи (оцели). Плоското им тяло ги прави особено лесни за влизане в тесни пространства, където могат да се скрият от светлината.
Дървениците имат средна продължителност на живота от 6 до 12 месеца.

## Разпространение и местообитания
Дървеницата е космополит. Разпространена е на север до малко над 65-ия паралел. В Алпите тя е разпространена до почти 2000 метра надморска височина. През последните години видът cimex hemipterus е разпространен в Москва и Санкт Петербург, което дава предпоставки за разпространение и в Централна Европа. До голяма степен дървениците са свързани с хората и животните около тях. Те живеят в населени места, особено в апартаменти и по-рядко в конюшни. Дървеницата се среща и в пещери с прилепи като гостоприемници.

## Начин на живот

### Хранене
Дървениците са кръвопийци. Те се хранят през нощта. През деня остават в сухи скривалища с форма на пукнатини. Използвайки миризливи вещества (агрегационни феромони), които идват от защитните жлези, те се привличат взаимно и образуват по-големи струпвания на дървеници. Възрастните дървеници са нечувствителни към студ и могат да издържат без храна до 40 седмици. Когато са разтревожени, те произвеждат сладка миризма, която действа като алармен феромон и кара струпваните на едно място дървеници бързо да се разпръснат. Буболечката се нуждае от до десет минути за да се нахрани, чието количество може да достигне седем пъти първоначалното тегло на насекомото.
Тъй като всички видове от рода Cimex могат да се срещат върху прилепите и повечето са специализирани в тях, прилепите се считат за основния гостоприемник на дървеници. Предполага се, че те са преминали на човека като нов гостоприемник още през каменната ера. Докато дървениците се срещат при хора по целия свят, до Стария свят се срещат при прилепите. При експерименти в лаборатория, дървениците могат да се отглеждат с кръв от много видове бозайници и птици, включително лабораторни мишки, зайци и морски свинчета. Те обаче не се срещат в тези райони в дивата природа. Днес, освен при хората и прилепите, дървениците се срещат и при различни видове птици, които или гнездят в сгради, или се отглеждат от хора. Широко разпространени са в птицефермите, откъдето отново могат да се върнат обратно при хората. Сред дивите птици с доказани случаи на дървеници са домашните врабчета. Тясно свързаната и морфологично много сходна гълъбова дървеница (Cimex columbarius) се среща по гълъбите и дивите градски гълъби, които често гнездят в къщи, но, доколкото е известно по тях няма дървеници. Дървениците и гълъбовите дървеници могат да бъдат разграничени само от специалисти въз основа на съотношението на ширината на главата към дължината на първия сегмент на антената.
- Дървеница в гладно състояние.
- Ужилващо и смучещо хоботче на дървеницата (изображение чрез сканиращ електронен микроскоп, дигитално оцветено).
- Голяма дървеница върху човешка кожа по време на хранене с кръв.
- Малка дървеница върху човешка кожа по време на хранене с кръв.

### Възпроизвеждане
Както при всички видове от семейството на паразитните дървеници, дървениците се чифтосват по необичаен начин. Женската е, така да се каже, причакана от мъжкия, като пълзи до женската зад нея и от дясно, и незабавно се чифтосва с нея, като просто пробива стената на тялото ѝ.
Както всички паразитни дървеници, женските дървеници имат специален орган под кожата от страната на стомаха без отвор навън. Този орган с форма на джоб, който се вижда отвън като малка подутина, се намира между 4-ти и 5-ти стернит и служи само за приемане на сперма по време на копулация, а не като генитален отвор. Мъжките, обикновено водени от този женски орган, пробиват стената на тялото на женската в тази точка с игловиден копулаторен орган, преобразуван парамер, и след това вкарват спермата в торбичката през едеагуса. Такъв процес на чифтосване, който при други животински видове също включва пробиване на женската кожа навсякъде по корема, се нарича „травматично осеменяване“.
След това сперматозоидите достигат хемолимфата на телесната кухина в органа за съхранение на сперматозоиди, който за разлика от други насекоми, няма вместилище за семена. Този орган се намира близо до яйчниците. Сперматозоидите оплождат яйцата в яйчника, което също е необичайно за насекомите. Всяка женска снася около едно до дванадесет яйца на ден през генитален отвор, който се използва единствено за снасяне на яйца и около 200 през целия ѝ живот, като досега са регистрирани най-много 541 яйца. Яйцата се снасят върху грапави повърхности на местата за почивка на животните (т.е. на скрити места, като в пукнатини на мебели, зад картини, тапети, в контакти, върху дрехи или завеси, в рамки за легла, матраци или техните шевове) и съдържат повече или по-малко развити ембриони, когато са оставени. Ларвите се излюпват от яйцата в рамките на 7 дни (при 25 °C) и се развиват във възрастни насекоми на пет етапа за около пет седмици. Ларвата на дървеницата е много подобна на възрастното, но малко по-жълта. Ларвите трябва да смучат кръв поне веднъж във всеки от петте етапа на развитие. Нуждата от топлина е сравнително висока, под 13 до 15 °C не се наблюдава развитие.
- Травматично осеменяване при Cimex lectularius.
- Дървеници и техните яйца върху матрак.
- Две големи дървеници и техните яйца върху дървото на легло.

## Взаимодействие с хора
Дървениците се приближават към хората, търсещи с изпънати антени. За ужилване жилещият хобот се сгъва напред, така че да стърчи от тялото под ъгъл от 90 градуса. Буболечката се държи за кожата с предните си крака и пробива хоботчето си. Бодещите четинки се образуват от долната челюст и лабиума, който ги обгръща в покой и си сгъват по време на убождането. Върховете на мандибулите са назъбени, те закотвят жилещите четинки и ги издърпват в кожата чрез редуващи се (променливи) движения, докато се стигне до кръвоносен съд. Максилите се изтеглят в пункционния канал и само те се вкарват в кръвоносния съд. Бодещите четинки образуват тръба с два канала, захранваща тръба за кръвта и слюнчена тръба, през която се отделя слюнка, която има антикоагулантно и анестетично действие. Ухапването от дървеницата е безболезнено и обикновено не се забелязва от домакина. Ако буболечките бъдат обезпокоени, докато сучат, те бързо се оттеглят, докато жилещият хобот все още не е здраво закотвен в кожата. Ако има няколко бримки, те често са подредени в прави редове.
За повечето хора слюнката на буболечката причинява сърбеж само след известно време, интензивността е близка като тази при ухапване от комар. Обикновено се образува червен шев. При някои хора се образуват малки, пълни с течност кожни мехури (були). Обширно зачервяване на кожата (еритема) обикновено не се появява, може да се появи при множество ухапвания близо едно до друго при тежко заразяване. Локалната реакция на ужилване варира от човек на човек и дори може напълно да липсва. Повтарящите се тежки заразявания могат да доведат до алергични реакции в даден момент.
Ухапванията от дървеници не могат да бъдат разграничени от тези на други жилещи или хапещи насекоми. Въпреки това, тъй като повечето жилещи насекоми са активни през лятото и есента, ужилването през зимата и пролетта е по-вероятно да е от дървеници. Шевовете обикновено са подредени в групи или в ред, но могат да се появят и поотделно.
Слюнката на дървениците съдържа анестетици, антикоагулантни ензими и вещество, което разширява кръвоносните съдове. По-чувствителните хора и тези, които са силно алергични към ухапвания от дървеници, може да изпитат дискомфорт след изключително голям брой ухапвания, а в един доклад се споменава и влошено зрение. Големите участъци от възпаление на кожата се дължат на вторични инфекции след разчесване.
Възрастните буболечки, въпреки че са лесни за разпознаване, те обикновено се откриват само през деня с целенасочено търсене. Ако заразата е тежка, редица малки черни точки (фекални петна) остават на леглото или в пукнатини, които служат като скривалище за буболечките. Често съобщаваната характерна сладка миризма в стаята се появява само в случаи на екстремно заразяване. Ароматът в сравнение с аромата на кориандър и техните пресни плодове или горчив бадем, от друга страна, идва от аларменото вещество на буболечките.
Проучванията все още не са успели да демонстрират реалистично предаване на болести. Общо 28 различни патогена са открити в дървениците, включително хепатит В, хепатит С и вируса ХИВ, но патогените не се възпроизвеждат и следователно са инфекциозни. Липсват научни доказателства за предаването на хепатит В, хепатит С и ХИВ.
През 2014 г. изследователи от Пенсилванския университет установяват, че дървениците могат да предават Trypanosoma cruzi, протозойния паразит и причинител на болестта на Шагас.
Майкъл Леви заразява мишки с Trypanosoma cruzi в своята лаборатория в перуанския град Арекипа и след което открива, че дървениците могат да се заразят от заразените мишки и след това на свой ред да заразят други мишки с паразита. Въпреки това, Trypanosoma cruzi не може да се предаде чрез слюнката на дървениците, но паразитът навлиза в тялото, когато дървеницата се изхожда върху кожата и гостоприемникът остъргва изпражненията в раната от ухапване. Според Майкъл Леви няма съмнение, че ако Trypanosoma cruzi „може да премине през кожата на мишка, то може да премине и през кожата на човек“.
Освен това вече е доказано, че дървениците могат да предават и бактерията Bartonella quintana, патогенът, който причинява петдневна треска.

## Борба с дървениците

### Мерки за предотвратяване
Все още не е доказано дали дървениците, подобно на комарите, са привлечени от повишеното съдържание на въглероден диоксид във въздуха, който издишват хората и животните. Въпреки това, веществата, отделяни от бозайници (кайромон), изглежда се откриват от буболечките. Установено е, че дървениците посещават използвани дрехи по-често, отколкото прясно изпрани дрехи. Дървениците обикновено се разпространяват в багажа на пътниците, там са сред износени дрехи, и използват багажа като скривалище след като ухапят жертвата. Те могат да оцелеят с месеци, без да се хранят.
През 2020 г. Министерството на териториалното сближаване на Франция препоръчва на пътниците си да проверяват хотелските стаи за дървеници, да не оставят куфари на леглото и пода, и ако е възможно, да перат дрехите си на 60 градуса след пътуване.
Често засегнати са туристи в стаите за настаняване. През 2019 г. Федералната агенция по околната среда на Германия издава препоръки, които гласят:
- „Проверете рамката на леглото и решетката, както и мебели, рамки за картини, ключове за осветление, контакти, цокли и кабелни канали в непосредствена близост до леглото за буболечки и черни изпражнения.“;
- „Съхранявайте използваното пране в запечатани найлонови торбички, така че дървениците да не бъдат привлечени от човешките миризми.“;
- „Закачете раниците и чантите или ги дръжте повдигнати и възможно най-далече от мястото, където спите, и евентуално ги затворете херметически в найлонов плик.“;
- „Ако се съмнявате, разклатете торбите под душа или ваната или върху светла повърхност, за да идентифицирате и убиете животните.“.

### Физически методи за контрол
Поради вредното въздействие върху здравето и проблема със съпротивата при използване на инсектициди, борбата с дървениците чрез физически средства е сред алтернативните методи. В стаи без спални и пукнатини, които предлагат малко скривалища на дървениците и са лесни за контролиране, е възможно дървениците да бъдат отстранени ръчно.
На няколко места се препоръчва поръсване на зоните около леглото с диатомит, или разпръскване на малка стена от диатомит с височина около половин милиметър около леглото. Хитиновата обвивка на дървениците се уврежда от диатомичната пръст и дървениците умират след няколко дни поради дехидратация.
Мебелите могат да се поставят с краката си в съдове с гладки стени или да се напълнят с вода, за да се открие заразата и да се ограничи подвижността на животните. Наличните в търговската мрежа съдове за събиране са подобни на пепелници, които имат вдлъбнат обръч (подобен на ров) около средната вдлъбнатина. Външните стени на обръча са с по-малко стръмни наклони или имат по-грапава повърхност, така че дървениците могат да влязат в обръча, но не могат да излязат отново. За да се подсили ефекта, вътрешните стени могат да бъдат леко поръсени с талк.
Термичният контрол може да се проведе с малко странични ефекти, тъй като всички жизнени стадии на креватната дървеница умират след седем минути при температура от 46 °C. За така наречената термична дезинсекция стайната температура обикновено се повишава до около 55 °C за ден и половина, за да се гарантира достигането на критичната температура във всички ниши, вдлъбнатини и пукнатини.
Прането или сушенето на текстил при температури над 45°C също убива дървениците и техните яйца. Прането при 40 °C убива буболечките, но само около една четвърт от яйцата. Когато използвате сушилня, температурата трябва да се държи повече от 30 минути.
Като алтернатива дрехите и спалното бельо могат да се поставят във фризера или да се изложат извън дома през зимата на температури от -17°C или по-ниски за най-малко два часа, за да се убият дървениците и техните яйца. Ако няколко килограма пране трябва да бъдат замразени наведнъж, може да отнеме до осем часа, докато цялото количество се охлади достатъчно вътре. За по-голяма сигурност продуктите трябва да се оставят във фризера поне десет часа. В някои случаи се препоръчва период от три дни.
Буболечките не оцеляват при повишени концентрации на въглероден диоксид, докато почти чиста азотна атмосфера не постига някакъв забележим ефект, дори след дълъг период от време.

### Традиционни процедури
Различен метод за справяне с дървеници се използва от векове на Балканите, предимно в България и Сърбия. Около леглото вечерно време се разпръскват листа от боб. Дървениците, които мигрират към леглото през нощта, се придържат към листата и се натрупват там. На сутринта листата се събират и изгарят заедно с прикрепените към тях насекоми. Отдавна се подозира, че микроскопичните растителни косми (трихоми) по повърхността на листата са отговорни за удивителния ефект, като се закачат за краката на животните. Изследванията с електронен микроскоп разкриват, че подобните на кука трихоми изглежда държат животните на място чрез два различни механизма. При първия, доста краткотраен и обратим механизъм за задържане, космите просто се увиват около краката на животните, сравнимо с механизма на текстилната закопчалка. Въпреки че животните могат да се отскубнат от нея, след няколко стъпки техни стъпки те се забиват. Причината е, че острите върхове на трихомите проникват в краката на буболечките като малки шишчета – листата на боба представляват капан за дървениците, от който те вече не могат да избягат. Въз основа на примера на листа от боб, изследователите в момента се опитват да разработят изкуствен улов на буболечки.

### Инсектициди
В продължение на дълги години основната стратегия за контролиране на дървениците се основавала предимно на използването на инсектициди. След Втората световна война широкото използване на дихлордифенилтрихлороетан (или ДДТ) и други синтетични инсектициди (днес на са пиретроидите) води до огромен спад в нашествията на дървеници както в Европа, така и в Съединените щати. Поради подобрените хигиенни условия – апартаментите се почистват по-често и по-задълбочено, дори и в по-скритите кътчета. За дървениците става все по-трудно да намират защитени места, където да снасят яйцата си.
В началото на XXI век популациите на дървеници отново нарастват. Сега те се наблюдават все по-често, особено в Съединените щати, но също и в Европа. Особено засегнати са обществените сгради в големите градове, като хотели, кина и болници. Смята се, че основната причина за повторната поява на дървеници в световен мащаб е, че с времето насекомите успяват да развият резистентност към обичайните инсектициди.
В съобщение Федералният институт за защита на здравето на потребителите и ветеринарна медицина (BgVV) на Германия изброява продуктите, одобрени за борба с дървеници:
- Средство с незабавен, но без дългосрочен ефект (т.е. ерадикационният ефект обикновено продължава само до две седмици) за пулверизиране със студени мъгла с активната съставка пиретрум с пиперонилбутоксид: търговските марки Detmolin P и Detia Professional Room Mist XL, всяко в дозировка 6 ml/m3.;
- Средства с дългосрочен и, ако е необходимо, незабавен ефект в пулверизатори под налягане с активна съставка бета-цифлутрин: търговските марки Responsar SC и Responsar SC. И двете са особено подходящи за унищожаване на скрити вредители, като скривалищата и подходите се пръскат специално от близко разстояние.;
- Прахове с активна съставка пропоксур: търговските марки Blattanex или Baygon Staub.

До началото на 90-те години на XX век, като средство с дълготрайни ефекти се използва хлорпирифос, който обаче не е разрешен за разпространение на пазара от август 2008 г., в съответствие с Директива EG-Biozid-Richtlinie 98/8/EG.
Един от най-ефикасните методи за унищожаването на дървеници е използването на препаратът ДДТ, забранен през 1972 г. в САЩ.

## Азия
Заради обхванатата епидемия от дървеници в Южна Корея, в края на 2023 г. властите започват масово да пръскат с препарати буболечките, огнища на дървеници са столицата Сеул и няколко големи града, сред които Пусан и Инчон.

## Европа
В доклад от юли 2023 г. Агенцията за здраве и храни на Франция заявява, че през последните пет години, дървениците заразяват около 10% от домакинствата в страната. Нашествие на дървеници има и в обществения транспорт на Франция, въпреки отказа на властите да признаят че подобен проблем съществува.

### България
Някъде през 2007 – 2009 г. дървениците започват да се разпространяват по-масово в България. В началото те са само в по-големите градове и по хотелите.
През 2011 г. общежитията на Студентски град в София са подложени на масово нашествие от дървеници. През 2014 г. дезинфекционната станция в Пловдив регистрира бум на дървеници.
През декември 2016 г. ръководството на Българските държавни железници признава за масовото нашествие на дървеници във влаковете.
Сред фирмите за борба с дървеници в България са: PestCare, „Сортови семена“, DDD 007, „Онлайн платформа“, „Превента“, „Бран Инсект“, „Стоп вредители“, „Инсекта Миланови“, и др.